# Adiantopsis pedata
Adiantopsis pedata là một loài dương xỉ trong họ Pteridaceae. Loài này được Hook. T. Moore mô tả khoa học đầu tiên năm 1857.